# Cloche de l'église de Vergné
La cloche de l'église Saint-Martin à Vergné, une commune du département de la Charente-Maritime dans la région Nouvelle-Aquitaine en France, est une cloche de bronze datant de 1613. Elle a été inscrite monument historique au titre d'objet le 17 juin 2005. 
Inscription : « SAINT MARTIN DE VERGNE ».